# Henri Hayden
Henri Hayden es un pintor y litógrafo francés de origen polaco, nacido el de 24 de diciembre de 1883 en Varsovia y fallecido en París el 12 de mayo de 1970.

## Datos biográficos
Henri Hayden, bajo presión de su familia siguió en 1902 la carrera de ingeniero en la Escuela Politécnica de Varsovia, pero paralelamente se inscribió en la Escuela de Bellas Artes. En 1907, se instaló en París en un taller en el bulevar Saint-Michel donde trabajó en una gran soledad, frecuentando no obstante, durante algunos meses del año de 1908 la academia de pintura La Paleta donde enseñan Georges Desvallières y Charles Guérin. Pasó el verano 1908 en Pont-Aven, volviendo a Bretaña, al Pouldu, de 1909 a 1912.
En 1909, Hayden participa por primera vez en el Salón de otoño. En 1910, conoció a André Salmon y tuvo su primera exposición personal en 1911 en la galería Druet de París. A partir de 1912 su admiración para Cézanne es tal que se calificó su producción de hasta 1914 de periodo « cezaniano ».
Bajo la Ocupación alemana, Henri Hayden se refugióen en un primer momento en Auvernia donde encontró a su amigo Robert Delaunay. Parten ambos hacia Mougins sobre la costa de Azul, pero el frente alemán de 1943 llevó a Hayden a refugiarse a Roussillon de Apt (Vaucluse) donde estableció amistad con Samuel Beckett.

## Obra

### Los diferentes «periodos» del artista
Se pueden distinguir - al menos - cuatro « periodos » en la producción artística de Henri Hayden.
- 1908-1915 : La herencia de Gauguin y de Cézanne.
- 1915-1922 : La experiencia cubiste.
- 1922-1953 : La incertidumbre. De los cuatro periodos, la menos conocida.[5]
- 1953-1970 : La madurez

### Contribuciones bibliofílicas
- Erik Satie, Tres trozos en forma de pera, programa de la audición, una gravure sobre madera original de Henry Hayden, festival Satie-Ravel, Asociación Lyre y Paleta, 18 de abril de 1916.[6]
- Joseph Kessel, Noches de Montmartre, ilustraciones de Henri Hayden, Ediciones J. Ferenczi e hilos, 1947.
- Jean Giono, Carreteras y caminos Edición de las pintoras testigos de su tiempo con ocasión de su XI exposición al Museo Galliera, cincuenta seis planches fuera de-texto de dibujos en fac-similé por Yvette Alde, Pierre Ambrogiani, Michel Ciry, Édouard Goerg, Henri Hayden, Camille Hilaire, Isis Kischka, Roger Lersy, José Palmeiro, Joseph Pressmane, Michel Rodde, Kostia Terechkovitch, Henry de Waroquier, Gabriel Zendel..., Ediciones del Museo Galliera, 1962.

### Obra litográfica
Henri Hayden va a producir igualmente de numerosas estampes, sobre todo en las diez últimos años de su existencia. Una primera serie de lithographies - seis marinas de Cherbourg (Cherbourg-en-Cotentin desde 2016) - ha sido realizada en 1948 a marchar de gouaches ejecutadas después de la Segunda Guerra Mundial (1946-1947). Los lithographies siguientes, que reproducen los œuvres de su madurez, han sido producidas a marchar del comienzo de los años 1960.

### Exposiciones personales
- 1953. Galería Suillerot, París.
- 1960. Exposición retrospectiva, Museo de Lyon.
- 1962. Exposición retrospectiva, Waddington Galleries, Londres.
- 1966. Exposición retrospectiva, centro cultural de Aix-en-Provence.
- 1968. Exposición retrospectiva, « Hayden. Sesenta años de pintura 1908-1968 », Museo nacional de arte moderno, París.[9]
- 1970. Exposición retrospectiva en la casa de la cultura de Bourges.
- junio 1975. Galería Suillerot, París.[10]
- 1977. Exposición retrospectiva de los « Paisajes de Marne », museo de arte moderno de la ciudad de París.
- 1979. Exposición retrospectiva, « Henri Hayden.1883-1970 », museo de los guapos-artes de Rennes y museo de arte moderno André-Malrauxdu Havre.[11]
- Diciembre 1983 - de enero de 1984. Centenario de Henri Hayden, Galería Suillerot, París.[12]
- Septiembre-octubre de 1986. Henri Hayden - Pintas 1959-1969, Galería Marwan-Hoss, París.
- 1991. Henry Hayden - Pinturas y obra sobre papel, 1911-1970, Galería Marwan Hoss, París.
- 1994. Exposición retrospectiva, museo de Arte moderno, Troyes.
- Junio-octubre de 1997. Museo Thomas-Henry, Cherbourg-en-Cotentin.
- 2012. Galería Browse & Darby, Londres.
- 2013  Exposición retrospectiva “Henri Hayden 1883-1970”. Biblioteca Polaca de París.
- 2013. Exposición retrospectiva, museo Villa la Flor, Konstancin-Jeziorna, Polonia.
- 2017. Exposición Homenaje (mayo-junio), Galería Éric Baudet, El Havre.[13]

### Exposiciones colectivas
- Salón de otoño, Maridos, 1909.
- Salón de los independientes, 1913, 1920.
- Salón de las Tullerias, hasta 1939.
- Biennale de Menton, 1951, 1953.
- Biennale de Turín, 1959.
- Salón de los pintores testigos de su tiempo, 1962.
- Salón de mayo, París, a marchar de 1963.
- De Bonnard a Baselitz, diez años de enriquecimientos de la consejería de las estampes, Biblioteca nacional de Francia, 1992.[14]